# Palomas en la guerra

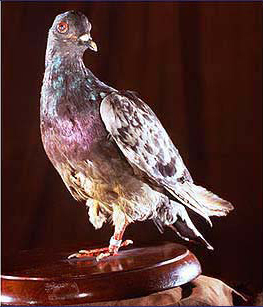
Cher Ami disecada en el Museo Smithsonian

A lo largo de los conflictos bélicos, las palomas han ejercido un papel importante en las guerras. Debido a su domesticación, velocidad y altitud a la que vuelan, han sido usadas con frecuencia como mensajeras en pro de los contendientes. Las de raza doméstica han sido las más habituales a la hora de llevar mensajes durante la Primera y Segunda Guerra Mundial. Otras palomas de diversas razas han sido galardonadas con la Distinción Dickin entregada a animales en servicio.
El uso de estas aves cayó en desuso en 1957.
Los mensajes enviados durante las dos contiendas mundiales llegaban a ambos lados de las líneas. Una vez llegaban a su destinatario, estas se paraban en un cable conectado a una campanilla que hacía saber que el mensaje había llegado. Dicho mensaje, portado en la pata, era recogido por el receptor y telegrafiado o bien mandado por correo ordinario.
A sabiendas de que las aves portaban información para los otros bandos, los soldados intentaban abatirlas. Algunas de estas palomas se hicieron famosas entre la infantería, una de estas tenía el nombre de "Mocker", la cual voló en cincuenta y dos misiones antes de caer abatida, otra paloma conocida fue "Cher Ami", ave que consiguió hacer llevar su mensaje a pesar de haber perdido una pata y un ojo.

## Historia

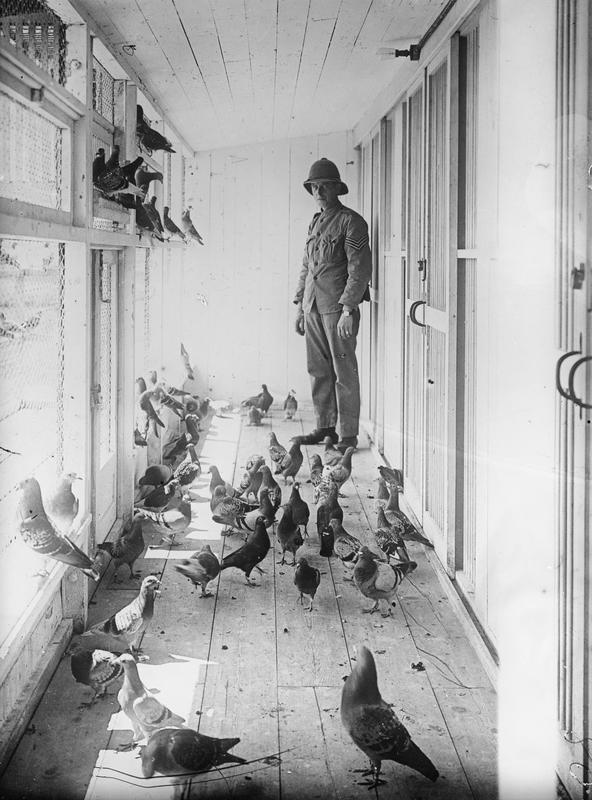
Palomeras

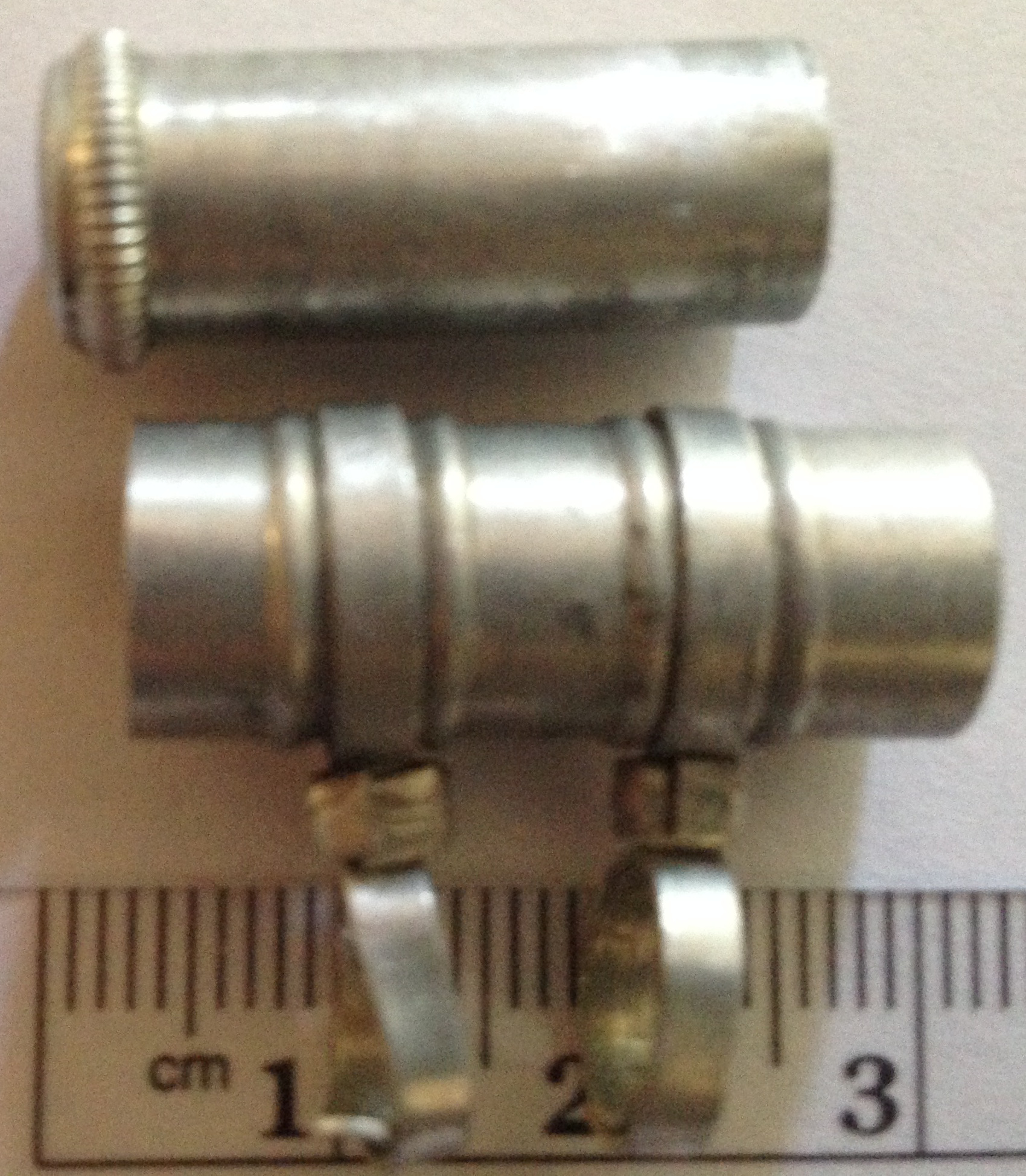
Cápsulas donde portaban los mensajes

Antes de la llegada de la radio, se recurría a las palomas en los frentes de batalla como "fuerza móvil" para comunicarse con los mandos. En el siglo VI a. C. Ciro II de Persia utilizaba las aves para comunicarse con los diferentes puntos de su imperio.

### Guerra franco-prusiana
Durante el siglo XIX (entre 1870 y 71), en la guerra franco-prusiana, los ciudadanos parisinos utilizaban las palomas para portar los mensajes. En respuesta, el ejército alemán soltaba halcones para darles caza.
El ejército francés conseguía traspasar las aves por las líneas enemigas mediante globos. Estas portaban consigo microfilmes con centenares de mensajes, permitiendo así enviar una carta desde París hasta Londres. En los cuatro meses que duró el cerco de París se enviaron más de un millón de mensajes.
En la I Guerra Mundial también fueron de utilidad.

### Primera Guerra Mundial
En 1914 el ejército francés envió setenta y dos jaulas con palomas en la primera batalla del Marne; por su parte, la Signal Corps del Ejército estadounidense envió seiscientos ejemplares en territorio galo. Una de esas palomas tenía el nombre de Cher Ami. Durante la Batalla de Verdún entregó doce mensajes cruciales por las que fue condecorado con la Cruz de Guerra. En octubre de 1918 recibió un disparo entre el pecho y el ala siendo este su último vuelo, no obstante consiguió entregar el mensaje con el que la septuagésima División de Infantería consiguió salvarse.
La aviación estadounidense mandó otras doce cajas con un total de 1508 palomas durante el conflicto. Estas eran transportadas en avionetas. Los aviadores confiaron en el "buen hacer" de las aves a la hora de enviar los mensajes, aunque dependiendo del tipo de avión para que estas corrieran el mínimo riesgo posible. Solo once desaparecieron mientras que el resto consiguieron llegar a su destino con éxito.
La flota USS Langley (CV-1) las consideró "pieza importante" en la comunicación entre los aliados, razón por la cual instalaron un palomero en cubierta. Estas eran entrenadas en los astilleros de Norfolk mientras el Langley realizaba maniobras encubiertas. No obstante hubo ciertos inconvenientes: al soltar unas pocas para ejercitarlas, estas volvían, sin embargo en masa volaban con dirección al sur.

### Segunda Guerra Mundial
Durante la Segunda Guerra Mundial en Europa, el Ejército Británico liberó 250 mil palomas de las cuales, treinta y dos recibieron la Medalla Dickin, máxima distinción de guerra concedida a animales de diferentes especies.
En tiempos de la guerra y en la posguerra se administró una sección de colombicultura en el Ministerio del Aire. El Comité de Políticas se encargaba de las decisiones a tomar dentro del contexto militar. Lea Rayner, jefa de la sección declaró en 1945 que las palomas podrían ser entrenadas para portar pequeños explosivos o armas bioquímicas contra objetivos, sin embargo el Comité descartó tal propuesta.
Una de las preocupaciones del MI5 fue que las tropas enemigas también recurrieren a las palomas.

## En la cultura popular
- Aventura en Roma (película cómica de espionaje de 1962 ambientada en la Italia post-Mussolini)
- Dick Dastardly & Muttley in their Flying Machines (Serie animada de 1969-70 inspirada en la I Guerra Mundial y protagonizada por los personajes de Hanna-Barbera)
- Valiant (película animada de 2005 ambientada en la Segunda Guerra Mundial previo al desembarco de Normandía)